# (121) Hermione
(121) Hermione ist ein Asteroid des äußeren Asteroiden-Hauptgürtels. Mit einem mittleren Durchmesser von 187 km gehört er zu den größten Asteroiden des Hauptgürtels und hat einen vergleichsweise großen Mond mit der Bezeichnung S/2002 (121) 1.

## Entdeckung und Benennung
Hermione wurde am 12. Mai 1872 vom amerikanischen Astronomen James Craig Watson in Ann Arbor, Michigan (USA) entdeckt.
Benannt wurde der Himmelskörper nach Hermione, der Tochter des spartanischen Königs Menelaos und der Helena zur Zeit des Trojanischen Kriegs aus der griechischen Mythologie.
Insgesamt wurde der Asteroid durch mehrere erdbasierte Teleskope beobachtet, insgesamt bisher 2607 Mal innerhalb von 144 Jahren. (Stand Sept. 2017)

## Bahneigenschaften

### Umlaufbahn
Hermione umkreist die Sonne auf einer prograden, elliptischen Umlaufbahn zwischen 446.900.000 km (2,99 AE) und 584.500.000 km (3,91 AE) Abstand zu deren Zentrum. Die Bahnexzentrizität beträgt 0,134, die Bahn ist um 7,6° gegenüber der Ekliptik geneigt. Ihre Bahn liegt demnach im äußeren Asteroidengürtel.
Die Umlaufzeit von Hermione beträgt 6,40 Jahre.
Hermione gehört zur Cybele-Gruppe, einer Anzahl von Asteroiden, die jenseits der Hecuba-Lücke mit Bahnhalbachsen zwischen 3,27 und 3,7 AE ihre Bahn ziehen. Die Objekte haben Exzentrizitäten von weniger als 0,3, sowie Bahnneigungen von weniger als 25°. Die Mitglieder dieser Gruppe stehen in 7:4-Resonanz zu Jupiter, wodurch ihre Bahn stabilisiert wird. Sie sind wahrscheinlich Fragmente einer vorangegangenen Kollision.

### Rotation
Hermione rotiert in 5 Stunden, 33 Minuten 5 Sekunden einmal um ihre Achse. Daraus ergibt sich, dass der Asteroid in einem Hermione-Jahr 10.106,6 Eigendrehungen („Tage“) vollführt.

## Physikalische Eigenschaften

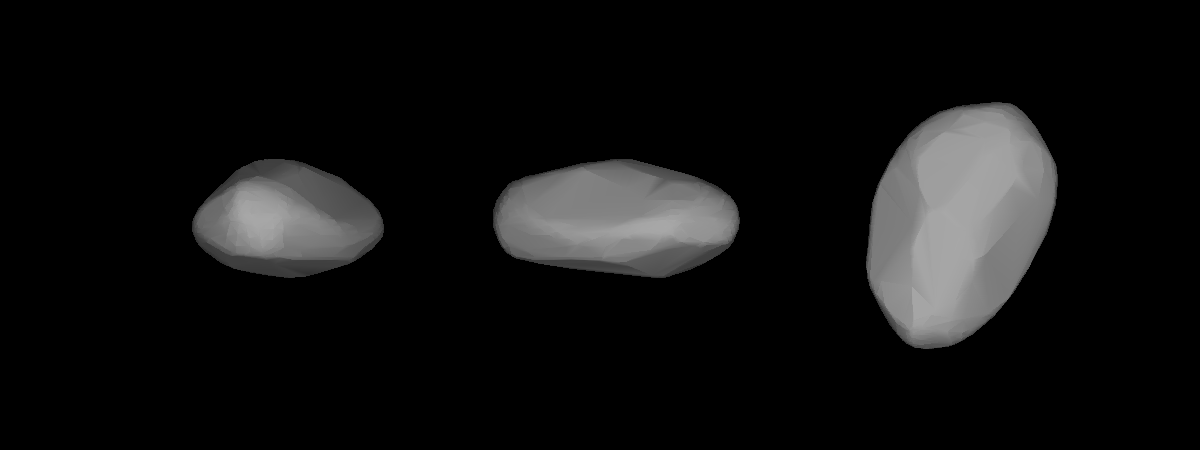
Hermione im 3D–Modell

### Größe
Die bisherigen Beobachtungen weisen auf einen unregelmäßig geformten, länglichen Körper hin; die genaueste Durchmesserbestimmung (Geometrisches Mittel) liegt bei 187 km. Hinsichtlich der genauen Dimensionen liegt der präziseste Wert bei 254 × 125 km.
Gemäß Beobachtungen mit dem 10-m-Keck-Teleskop II unter Verwendung adaptiver Optik im Dezember 2003 scheint Hermione aus zwei aneinander haftenden Komponenten zu bestehen. Von mehreren dazu passenden Modellen passt diese „Schneemann“–Form am besten zu der beobachteten Präzessionsrate von Hermiones Mond. In diesem Modell besteht die Form Hermiones aus zwei runden sich um 5 km überlappenden Körpern mit Durchmessern von 160 und 120 km, deren Zentren um 115 km voneinander getrennt sind. Eine einfache ellipsoide Form wurde ausgeschlossen.
Ausgehend von einem mittleren Durchmesser von 187 km ergibt sich eine Oberfläche von etwa 110.000 km2, was in etwa der Fläche Bulgariens entspricht.
Bestimmungen des Durchmessers für Hermione
| Jahr | Abmessungen km    | Quelle                |
| ---- | ----------------- | --------------------- |
| 2000 | 268 × 186 × 183   | Viateau et al.        |
| 2002 | 217               | Knocke (NASA)         |
| 2002 | 209,0 ± 4,7       | Tedesco (IRAS) et al. |
| 2004 | 265 × 180 × 180   | Lecacheux             |
| 2006 | 190               | Marchis et al.        |
| 2006 | 254 ± 4 × 125 ± 9 | Marchis et al.        |
| 2009 | 187 ± 6           | Descamps et al.       |

Die präziseste/aktuellste Bestimmung ist fett markiert.

### Innerer Aufbau
Hermione gehört zu den C-Typ-Asteroiden (nach anderer Einordnung: Ch) und besitzt daher eine dunkle, kohlenstoffreiche Oberfläche mit einer Albedo von 0,048; sie besteht womöglich aus primitiven kohlenstoffhaltigen Chondriten. Die Dichte beträgt 1,4 – 1,8 g/cm3. Die Porosität wird auf 20 % geschätzt, was ein Hinweis darauf sein könnte, dass die beiden Hauptkomponenten feste zerbrochene Fragmente sind und daher eher kein Rubble Pile.
Die Masse ließ sich bislang auf 4,7 ∙ 1018 berechnen. Die mittlere Oberflächentemperatur beträgt rund 152 K (−121 °C) und kann mittags bis auf maximal 231 K (−42 °C) ansteigen; nachts kann sie bis auf 73 K (−200 °C) absinken.
Sternbedeckungen konnten bislang dreimal erfolgreich beobachtet werden, das letzte Mal im Februar 2004.

## Mond
Am 30. September 2002 wurde die Entdeckung eines Mondes um Hermione bekannt gegeben, der die vorläufige Bezeichnung S/2002 (121) 1 erhielt. Für diesen wurden die Namen LaFayette oder Harry vorgeschlagen. Der Mond hat einen Durchmesser von 32 Kilometern, womit er (nach dem Doppelsystem Antiope A und B) der größte Asteroidmond im Hauptgürtel ist. Die Entfernung zum Hauptkörper wird mit 747 Kilometern angegeben.
Das Hermione-System in der Übersicht:
| Komponenten                 | Physikalische Parameter | Physikalische Parameter | Physikalische Parameter | Bahnparameter        | Bahnparameter  | Bahnparameter | Bahnparameter                    | Entdeckung                              |
| Name                        | Durch- messer (km)      | Relativ- größe %        | Masse (kg)              | Große Halbachse (km) | Umlaufzeit (d) | Exzentrizität | Inklination zu Hermiones Äquator | Datum Entdeckung Datum Veröffentlichung |
| --------------------------- | ----------------------- | ----------------------- | ----------------------- | -------------------- | -------------- | ------------- | -------------------------------- | --------------------------------------- |
| (121) Hermione              | 187,0                   | 100,00                  | 4,7 · 1018              | —                    | —              | —             | —                                | 12. Mai 1872 1872                       |
| S/2002 (121) 1 (Hermione I) | 32,0                    | 17,1                    | 1,6 · 1015              | 747                  | 2,563          | 0,001         | 3°                               | 28. September 2002 30. September 2002   |